# Militair museum
Een militair museum, ook legermuseum of oorlogsmuseum genoemd, is een museum over de krijgsmacht, vaak gewijd aan een specifiek krijgsmachtonderdeel of een historische veldslag.
Verschillende militaire musea worden hierna, per land, genoemd.

## Nederland
- In 2014 is het Nationaal Militair Museum geopend. In dit museum zijn de collecties van het Legermuseum uit Delft en het Militaire Luchtvaart Museum uit Soesterberg samengevoegd.
- Cavaleriemuseum, op de Bernhardkazerne te Amersfoort.
- Geniemuseum, op de Van Brederodekazerne, in het voormalige Kamp Vught.
- Museum Militaire Traditie 't Schilderhuis, Driebergen.
- Nederlands Artillerie Museum, 't Harde.

Hieronder een tabel met Nederlandse musea en/of verzamelingen van de Koninklijke Landmacht.
| Naam museum                                                          | Plaats      |
| -------------------------------------------------------------------- | ----------- |
| Bevrijdingsmuseum Zeeland                                            | Nieuwdorp   |
| Commando Museum                                                      | Roosendaal  |
| Dienstvakverzameling Militaire Administratie                         | Soesterberg |
| Geniemuseum                                                          | Vught       |
| Geschiedkundige Verzameling Explosieven Opruimingsdienst             | Soesterberg |
| Historisch Museum Grenadiers en Jagers                               | Arnhem      |
| Historische Collectie Verbindingsdienst                              | Amersfoort  |
| Historische verzameling Aan- en Afvoertroepen                        | Garderen    |
| Historische verzameling Bevoorradings- en Transporttroepen           | Soesterberg |
| Historische Verzameling Grondgebonden Luchtverdediging               | Vredepeel   |
| Historische verzameling Infanterie Schietkamp Harskamp               | Harskamp    |
| Historische verzameling Intendance                                   | Soesterberg |
| Historische verzameling Koninklijke Militaire Academie               | Breda       |
| Historische verzameling Korps Nationale Reserve                      | Harskamp    |
| Historische verzameling Militair Geneeskundige Dienst KL             | Hilversum   |
| Historische verzameling Regiment Infanterie Prins Johan Willem Friso | Darp        |
| Historische verzameling Regiment Van Heutsz                          | Arnhem      |
| Infanterie Museum                                                    | Harskamp    |
| Korpsverzameling Korps Rijdende Artillerie                           | 't Harde    |
| Museum Bronbeek                                                      | Arnhem      |
| Museum Nederlandse Cavalerie                                         | Amersfoort  |
| Nederlands Artillerie Museum                                         | 't Harde    |
| Nederlands Instituut voor Militaire Historie                         | Den Haag    |
| Regimentsverzameling Brigade en Garde Prinses Irene                  | Oirschot    |
| Regimentsverzameling Limburgse Jagers                                | Weert       |
| Regimentsverzameling Technische Troepen                              | Soesterberg |
| Rekwisieten Verzameling KL                                           | Den Haag    |
| Stoottroepen Museum                                                  | Assen       |
| Verzameling School Militaire Inlichtingen Dienst                     | Ede         |

## België
- Koninklijk Museum van het Leger en de Krijgsgeschiedenis, opgericht te Brussel voor de wereldtentoonstelling van 1910.
- For Freedom Museum te Ramskapelle; vertelt de geschiedenis van de bevrijding en de Slag om de Schelde.
- Fort Eben-Emael gaat vooral over het fort zelf en de Achttiendaagse Veldtocht.
- Raversijde (provinciaal domein) gaat over de Eerste en Tweede Wereldoorlog, in het bijzonder over de Atlantikwall en het leven erin.
- Poland-Canada War Museum bevindt zich in Adegem.
- Fort van Breendonk over het concentratiekamp dat in de Tweede Wereldoorlog werd opgetrokken.
- Baugnez 44 Historical Center over de Slag om de Ardennen.
- IJzertoren bevindt zich in Diksmuide en gaat vooral over de Eerste Wereldoorlog.
- Nationaal Museum van de Weerstand te Anderlecht.
- Museum "Winter 44" te Borlo.
- Duits Hoofdkwartier 1940 (Wolfsschlucht 1) te Brûly-de-Pesche.
- Fort van Huy in Hoei gaat over het verzet en het concentratiekamp aldaar.
- Fort Liefkenshoek te Kallo.
- Joods Museum van Deportatie en Verzet te Mechelen.
- Bunker & Vliegtuig Archeo Antwerpen te Wilrijk, opgetrokken in een bunker uit 1943 die deel uitmaakte van de Atlantikwall.

## Suriname
- Surinaams Legermuseum, een museum in de Memre Boekoe-kazerne in Paramaribo

## Frankrijk
- Musée de l'Armée, gevestigd in het Hôtel des Invalides te Parijs, geopend in 1905.
- Musée historique de la Seconde Guerre mondiale bevindt zich in Ambleteuse.
- Musée du Mur de L'Atlantique "Batterie Todt" te Audinghen. Over het leven in de bunker. Buiten staat een tiental voertuigen uit WOII alsook een spoorwegkanon 'Leopold' of Krupp K5.
- Musée de la base de V3 de Mimoyecques te Landrethun-le-Nord.
- Blockhaus van Éperlecques te Éperlecques. Museum over de V1 en de V2.